# Medveja
Medveja – wieś w Chorwacji, w żupanii primorsko-gorskiej, w gminie Lovran. W 2011 roku liczyła 177 mieszkańców.